# Vinstra
Vinstra is de naam van een plaats in de Noorse gemeente Nord-Fron, provincie Innlandet in het Gudbrandsdal en van een rivier. Het stadje Vinstra telt 2.588 inwoners (1-1-2017) en heeft een oppervlakte van 2,94 km².

Vinstra heeft een spoorwegverbinding middels de Dovrespoorlijn en de E6 loopt door Vinstra. Er is ook een middelbare school. De rivier de Vinstra begint bij het Vinstremeer; hij komt uit het westen en mondt in Vinstra uit in de rivier de Gudbrandsdalslågen. In Vinstra wordt de krant 'Dølen' uitgegeven.

## Vinstra en Peer Gynt
Peder Olsen Hågå uit Vinstra stond model voor het voornaamste karakter in Henrik Ibsen’s dramatische gedicht Peer Gynt uit 1867. Op het oude kerkhof van Sødorp staat een monument voor Peer Gynt. Sinds 1967 wordt jaarlijks het Peer Gynt Festival (Peer Gynt-stemnet) op de Peer Gynt boerderij, Hågå, gehouden. De boerderij bestaat uit vijftien oude gebouwen. Tijdens het festival wordt er onder meer een open-luchtvoorstelling van het toneelstuk opgevoerd. In Vinstra begint de Peer Gyntweg via Gålå naar Lillehammer en de Peer Gynt bergweidenweg via Rondablikk naar Kvam. 